# Музей на пророка Мохамед
Музеят на пророка Мохамед се намира в Аман, столицата на Йордания.
Открит е в комплекса на джамията „Крал Хусейн бин Талал“ (в обществения парк „Ал-Хусейн“) на 15 май 2012 г.
Сред изложените експонати в музея са:
- кичур коса на пророка Мохамед;
- негово писмо до византийския император, канещо го да приеме исляма;
- парче дърво от доислямския период, на което пророкът бил почивал.